# セヴェロモルスク
座標: 北緯69度04分 東経33度25分 / 北緯69.067度 東経33.417度

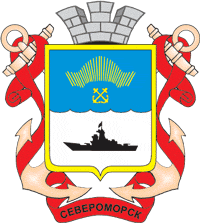
セヴェロモルスクの市章

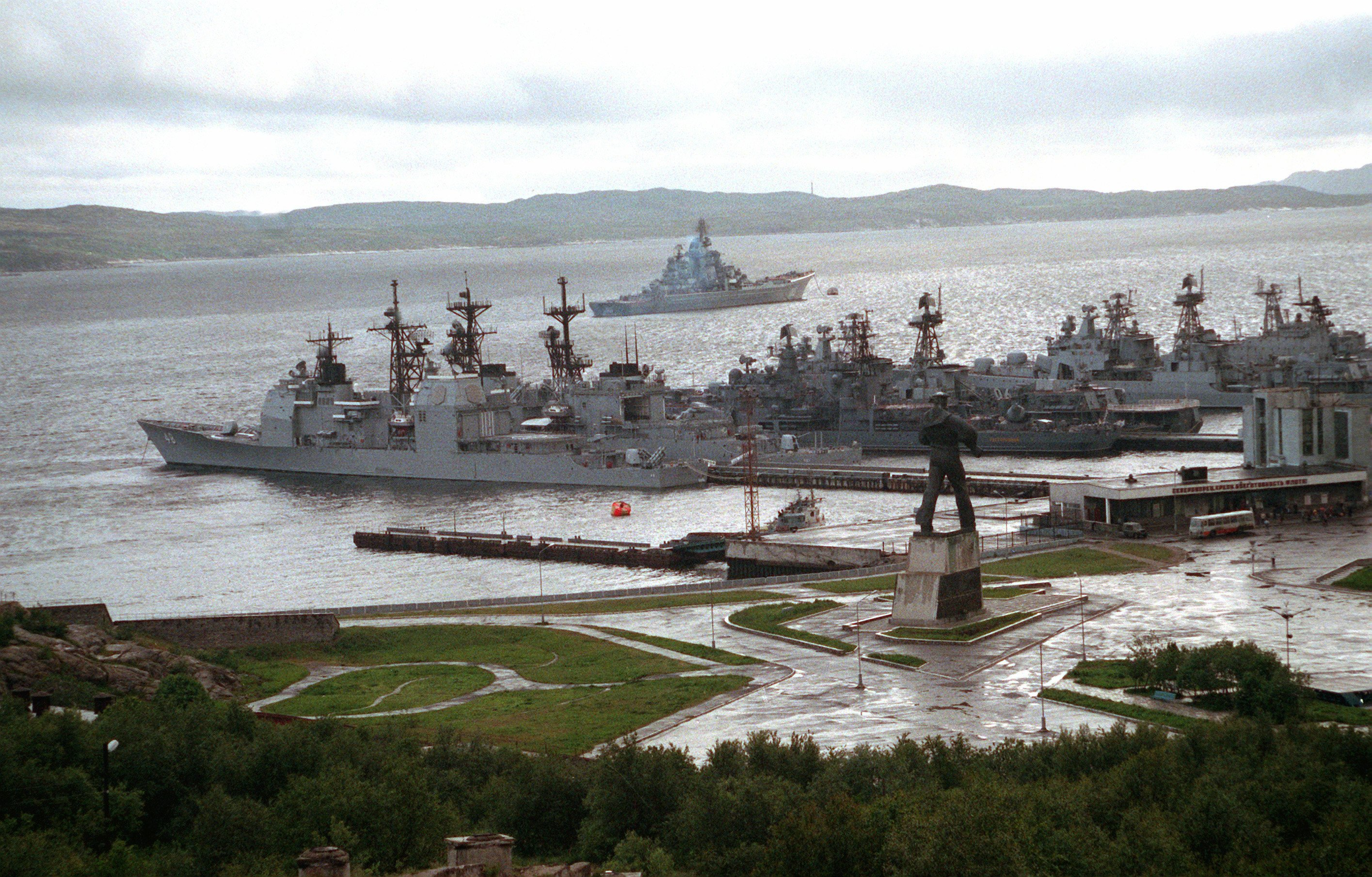
セヴェロモルスク港
写真の手前ではアメリカ海軍のヨークタウン(CG-48)とオバノン(DD-987)が停泊しているのも確認できる

北方艦隊基地分布図

セヴェロモルスク（ロシア語: Североморск, Severomorsk）は、ロシア連邦・ムルマンスク州の都市。人口は4万3327人（2021年）。
州都ムルマンスクから北東に25km。鉄道や自動車道路で州都と結ばれているが、軍事上の理由から閉鎖都市とされている。コラ半島の北部、コラ湾の東岸に位置し、不凍港を持つ。
1月の平均気温は-8度。7月の平均気温は12度。年平均降水量は約800mm。

## 歴史
1896年から1897年にかけてこの地に最初の定住者が現れた。1917年には13人が住んでいたという記録が残っている。はじめのうち、村は、川の名前に因みヴァエンガ（Ваенга, Vaenga）と呼ばれていた。
1933年に、一帯が北方艦隊の基地の候補地の一つに選ばれて以後、大きく発展した。現在、コラ湾は北方艦隊の最も重要な基地となっている。
1951年に都市として登録されるとともに、セヴェロモルスクと改称された。
2024年12月19日夜、海軍基地付近で2度の大きな爆発が観測された。